# Ermita del Santo Ángel de la Guarda
La ermita del Santo Ángel de la Guarda fue un templo ubicado en la zona de la margen izquierda del río Manzanares en Madrid. Situado en las cercanías de la actual iglesia de Santa Cristina en el paseo de Extremadura. Se sabe de su ubicación aproximada debido a su representación en el plano de Teixeira. Se inauguró en el año 1605 por iniciativa de la cofradía de porteros de la Casa de Campo, adorando una imagen de un ángel que se encontraba en la Puerta de Guadalajara. La ermita tenía su propia romería que se celebraba cada año el 1 de marzo.

## Historia
En la muralla de Madrid había puertas que daban a cada una de las principales vías de acceso. Cada puerta tenía personal dedicado a la gestión de las mismas, en tareas tales como: cobros de impuestos, regulación sobre el paso de animales, apertura y cierre de las puertas. Este conjunto de personas, a sueldo del municipio, eran los porteros. El Madrid del siglo XVII tenía dos recintos cercados, por un lado la propia ciudad, y por otro la Casa de Campo. Ambas con sus respectivas puertas de acceso y con su régimen de paso vigiladas por los porteros. Profesión que se congregaba bajo la adoración del Bendito Santo Ángel de la Guarda (Guarda de la Villa de Madrid), talla que se encontraba en una hornacina de la puerta de Guadalajara. El incendio de la puerta en el año 1580, obligó a trasladar la talla del ángel a alguna iglesia cercana. 
Los porteros de la Villa deciden construir la ermita a la salida del puente Segoviano, junto a la denominada Puerta del Ángel. En 1605 se traslada la imagen del ángel a la nueva ermita, y comparte advocación con la ermita de San Blas. La posición de la ermita era tal que permitía a los monarcas, al otro lado de la orilla del río, verla desde uno de los balcones del palacio. La ermita de sencilla planta tenía una nave donde residía la talla, y otras dos dependencias: una para la sacristía y otra para el eremita encargado de sus cuidados. La baja calidad de los elementos constructivos empleados, obligaba a periódicas labores de consolidación del templo. En 1768 fue declarado en estado ruinoso, y se produjo su demolición en 1772.  Se trasladó la imagen a la ermita del Cristo de la Oliva.